# Зянкіно (Ярський район)
Зя́нкіно (рос. Зянкино) — присілок у складі Ярського району Удмуртії, Росія.

## Населення
Населення — 87 осіб (2010, 151 у 2002).
Національний склад станом на 2002 рік:
- удмурти — 71 %